# Вельмер, Альбрехт
Альбрехт Вельмер (нем. Albrecht Wellmer; 9 июля 1933, Бергкирхен — 13 сентября 2018, Берлин) — немецкий философ и эстетик.

## Биография
Родился в Баварии. Изучал математику и физику в Берлине и Киле (1954—1961), философию и социологию — в Гейдельберге и Франкфурте (1961-1966). Был ассистентом Юргена Хабермаса в его философском семинаре во Франкфуртском университете (1966—1970). Преподавал в университете Торонто (1970—1972), Констанцском университете (1974—1990), Новой школе социальных исследований (1972—1975, 1985—1987), Свободном университете Берлина (1990—2001). Был приглашенным профессором в Международном коллеже философии (Париж), Амстердамском университете и др.

## Научные интересы
Автор работ по эпистемологии, этике и эстетике, критической теории, философии языка, проблематике модерна и постмодерна.

## Избранные труды
- 1969 — Kritische Gesellschaftstheorie und Positivismus
- 1985 — Zur Dialektik von Moderne und Postmoderne
- 1986 — Ethik und Dialog
- 1993 — Endspiele. Die unversöhnliche Moderne
- 2004 — Sprachphilosophie
- 2007 — Wie Worte Sinn machen
- 2009 — Versuch über Musik und Sprache

## Публикации на русском языке
- Модели свободы в современном мире

## Признание
Премия Теодора Адорно (2006).